# Гелнхаузен
Гелнхаузен (на немски: Gelnhausen, Barbarossastadt) е град в Хесен, Германия, с 22 687 жители (към 31 декември 2015). Наричан е Барбароса град.
Основан е през 1170 г. от император Фридрих I Барбароса.